# (928) Hildrun
(928) Hildrun es un asteroide perteneciente al cinturón de asteroides descubierto el 23 de febrero de 1920 por Karl Wilhelm Reinmuth desde el observatorio de Heidelberg-Königstuhl, Alemania.
Está posiblemente nombrado por una chica del calendario Lahrer Hinkender Bote.